# میرا آندریوا
میرا آندریوا (روسی: Мирра Александровна Андреева؛ زادهٔ ۲۹ آوریل ۲۰۰۷) تنیس‌باز اهل روسیه است. بالاترین رتبهٔ انفرادی او در انجمن تنیس زنان رتبهٔ ۶ بوده که در مارس ۲۰۲۵ به‌دست آمده است.